# Skvortzovia furfurella
Skvortzovia furfurella är en svampart som först beskrevs av Giacopo Bresàdola, och fick sitt nu gällande namn av Bononi & Hjortstam 1987. Skvortzovia furfurella ingår i släktet Skvortzovia, klassen Agaricomycetes, divisionen basidiesvampar och riket svampar.   Inga underarter finns listade i Catalogue of Life.